# Kanton Monthermé
Der Kanton Monthermé war bis 2015 ein französischer Wahlkreis im Arrondissement Charleville-Mézières, im Département Ardennes und in der Region Champagne-Ardenne; sein Hauptort (frz.: chef-lieu) war Monthermé. Die landesweiten Änderungen in der Zusammensetzung der Kantone brachten im März 2015 seine Auflösung. Vertreter im Generalrat des Départements war zuletzt Erik Pilardeau.
Der Kanton Monthermé war 139,13 km² groß und hatte 12.335 Einwohner (Stand: 2012).

## Gemeinden
| Gemeinde            | Einwohner (Stand: 2022) | Code postal | Code Insee |
| ------------------- | ----------------------- | ----------- | ---------- |
| Bogny-sur-Meuse     | 4.947                   | 08120       | 08081      |
| Deville             | 1.044                   | 08800       | 08139      |
| Haulmé              | 87                      | 08800       | 08217      |
| Les Hautes-Rivières | 1.253                   | 08800       | 08218      |
| Laifour             | 410                     | 08800       | 08242      |
| Monthermé           | 2.155                   | 08800       | 08302      |
| Thilay              | 983                     | 08800       | 08448      |
| Tournavaux          | 233                     | 08800       | 08456      |

## Bevölkerungsentwicklung
| 1962   | 1968   | 1975   | 1982   | 1990   | 1999   | 2012   |
| ------ | ------ | ------ | ------ | ------ | ------ | ------ |
| 15.366 | 16.117 | 16.429 | 15.274 | 14.158 | 13.688 | 12.335 |